# 海陸豐
海陸豐，中國地名，今日是廣東省汕尾市的別稱。由于中華人民共和國1988年建立下轄海豐縣、陸豐縣及陸河縣的汕尾地級市，所以海陸豐亦泛指汕尾市。
但在臺灣以及東南亞，「海陸豐」的概念多是認同於自己祖籍是清朝廣東省惠州府的華人，而不太可能會是指祖籍汕尾市的華人。因為汕尾市是晚到1988年才成立的地級市，从而管轄了海豐縣、陸豐縣，但這兩縣在清朝隸屬於廣東省惠州府管轄，而臺灣與東南亞的華人大多數都是清朝時往海外移民的華人後代，其代代相傳歷史記憶的「海陸豐」仍是祖籍「惠州府」，而不會是指汕尾市。

## 方言
海豐縣主要通行海丰话，陆丰縣通行陆丰话，东部的三甲地區通行相近惠來口音的潮州话。三种方言统称学佬话、福佬话或海陆丰话，均属于闽南语。
客家人主要分布在陸河縣以及海豐縣、陸豐市的部分村鎮，使用客家話海陆片；台湾客家语的海陆腔及东南亚的部分惠州话源于此。

## 戏曲
在今日的海陸豐地區，白字戲、正字戲、西秦戲、陸豐皮影戲4種傳統戲曲被中國國務院列為第1批國家級非物質文化遺產。

## 歷史
清朝時海豐縣及陸豐縣屬惠州府。孫中山惠州起義曾仰仗當地和僑界的海陸豐人。
陳炯明、呂樂等粵港軍警界人士出身海陸豐。陳炯明是洪門致公堂的最高領導，輩分比職稱紅棍的孫中山還高，曾帶領致公堂系統轉型為中國致公黨。洪門、天地會、三合會、三點會、致公堂、新義安都和鶴佬人關係密切。面臨生产资料和生活资料困難處境的福佬人，換帖結拜和結社聚義的風氣很盛，不獨海陸豐一地。

## 参閲
- 陸豐海豐戰鬥